# Пелайо, Луис Мануэль
Луис Мануэль Пелайо Ортега (исп. Luis Manuel Pelayo Ortega) (1 апреля 1922, Мехико, Мексика — 25 июля 1989, там же) — мексиканский актёр, диктор, мастер дубляжа и телеведущий.

## Биография
Родился 1 апреля 1922 года в Мехико. Он прославился, когда озвучил Калимана, «Невероятного человека», в одноименной радионовелле. В мексиканском кинематографе дебютировал в 1947 году и с тех пор снялся в 80 работах в кино и телесериалах, в некоторых фильмах снялся вместе с Маурисио Гарсесом, Педро Инфанте и Кантинфласом. В качестве мастера дубляжа озвучил нескольких персонажей диснеевских фильмов, американских телесериалов, мультфильмов и озвучил ряд зарубежных актёров. Также являлся диктором и телеведущим, вёл ряд телепередач и игровое шоу «Поднимайся, Пелайо, поднимайся». В 1988 году был номинирован на премию Ariel de Plata за роль в фильме Трудные дни, однако он потерпел поражение.
Скончался 25 июля 1989 года в Мехико. Похоронен в склепе пантеона Мавзолей дель Анхель на кладбище Пантеон. В декабре 2023 года там же была похоронена и его единственная дочь — мексиканская актриса Росита Пелайо (1958-2023).

## Личная жизнь
Луис Мануэль Пелайо в конце 1957 года женился на Росе Марии Варгас. В этом браке родилась одна единственная дочь — мексиканская актриса Росита Пелайо (1958-2023). Брак просуществовал до смерти актёра в 1989 году. Внуков у актёра не было.

## Фильмография

### Телесериалы
| Год  | Название телесериала | Роль           |
| ---- | -------------------- | -------------- |
| 1960 | Похищение            |                |
| 1962 | Сумрак               |                |
| 1967 | Шторм                | Густаво Мадеро |
| 1984 | Счастливые годы      | Фернандес      |
| 1988 | Грех Оюки            | Ригоберто      |

### Фильмы
| Год  | Название фильма | Роль |
| ---- | --- | --- |
| 1947 | Чачита из Трианы | Андрес                                                                                                   |
| 1951 | Гости Ла Маркизы | |
| 1953 | Я, она и Люцифер | Агент |
| 1956 | Каменное распятие; Маленький враг | В обоих фильмах актёр сыграл эпизодические роли                                                          |
| 1957 | Бог этого не хочет; Два маленьких дьявола в беде; Пепито и монстр; Пепито мастер руля                                                                               | Дон Николас; Комиссар; Омар Кайяр; Плейян Ивануш Падеревский                                             |
| 1958 | Когда Мексика поёт; Милые женщины; Пепито и Робочико; Руки вверх Ты и ложь; Ты узнаешь, что я люблю тебя; Четыре стакана; Школа карманников; Я хочу быть художником | Муж Милагрос; Эпизод; Продюсер; Эпизод; Хосе Мендоса; Орасио; Доктор; Феликс, шутник; Кинорежиссер Китти |
| 1959 | Вверх и вниз Мои личные секретари; Мой мальчик, моя лошадь и я Супер худой                                                                                          | Эпизод; Рамиритос; Эпизод; Испанский представитель                                                       |
| 1960 | Красная шапочка | Дровосек                                                                                                 |
| 1961 | Девочки, которые работают Кот в сапогах; Красная шапочка и трое её друзей Неграмотный                                                                               | Дон Раймундо Андраде; Канцлер; Эпизод; Общественный служащий                                             |

## Дубляж
Зарубежные актёры, говорившие голосом Хуана Мануэля Пелайо.
- Энтони Даусон
- Лен Смит
- Максимилиан Шелл